# جيمي كريغتون
جيمي كريغتون (بالإنجليزية: Jimmy Creighton)‏ هو لاعب هوكي جليد أمريكي، ولد في 18 نوفمبر 1905، وتوفي في 29 مايو 1990 بسبب مرض باركنسون.

## وصلات خارجية
- جيمي كريغتون على موقع دوري الهوكي الوطني (الإنجليزية)
- جيمي كريغتون على موقع قاعة مشاهير الهوكي (لاعب أن.إتش.أل) (الإنجليزية)
- جيمي كريغتون على موقع EliteProspects.com (الإنجليزية)
- جيمي كريغتون على موقع HockeyDB.com (الإنجليزية)
- جيمي كريغتون على موقع Hockey-Reference.com (الإنجليزية)